# Гнеј Јулије Агрикола
Гнеј Јулије Агрикола (лат. Gnaeus Iulius Agricola; 40−93.) био је римски војсковођа.
Након што је био трибун и квестор у Британији и Азији, Веспазијан га је именовао намесником Британије (77/78−84). Освојио је делове Велса и северне Енглеске, а потом напредовао у Шкотску и поставио границу између река Клајд и Форт. Године 83. п. н. е. прешао је Форт и код Монс Грапиуса поразио Каледонце; после тога је заузео Шкотску до обронака висије, с утврдама и главним пролазима и с тврђавом Инчтутил.
Када је позван у Рим, понуђено му је да буде проконзул Азије, али је он одлучио да се повуче.
Агриколину биографију написао је његов зет Тацит, од ћерке Јулије Агриколе.